# Dariusz Preis
Dariusz Preis (ur. 26 maja 1975 w Chełmży) – polski piłkarz występujący na pozycji pomocnika.
Pierwszym klubem w karierze Preisa była Legia Chełmża, z której wiosną 1996 przeniósł się do Jezioraka Iława. Dobra postawa w iławskim klubie zaowocowała w 1998 transferem piłkarza do I-ligowego wówczas Stomilu Olsztyn. Po ponad roku gry w olsztyńskim klubie Preis powrócił do Jezioraka, a w 2000 założył koszulkę Lechii/Polonii Gdańsk. W Gdańsku spędził rok, po czym powrócił do olsztyńskiego Stomilu. Łącznie w ciągu 2,5 sezonu rozegrał w klubie ze stolicy Warmii i Mazur 62 spotkania na szczeblu I ligi, strzelając w tym czasie 3 bramki. Po spadku Stomilu z ekstraklasy piłkarz przeniósł się do Ceramiki Opoczno. W klubie tym występował w sezonie 2002/2003, jak również rok później, kiedy klub ten zmienił nazwę na Stasiak Opoczno. Sezony 2004/2005 i kolejny spędził w Ostrowcu Świętokrzyskim, reprezentując barwy tamtejszego KSZO, klubu reaktywowanego na bazie poprzedniego zespołu Preisa. W sezonie 2006/2007 Dariusz Preis był piłkarzem Toruńskiego KP. Jednak od 2007 Preis gra w swoim macierzystym klubie – Legia Chełmża. W sezonie 2008/2009 został najskuteczniejszym strzelcem klubu. Czynnym zawodnikiem był do 2012. Po zakończeniu kariery Preis pozostał w klubie Legia Chełmża w roli trenera grup młodzieżowych. Od 2014 jest trenerem pierwszej drużyny Legii Chełmża występującej obecnie w lidze okręgowej. W sezonie 2015/16 objął drużynę LKS Victoria Lisewo występującą na szczeblu A-klasy. W pierwszym sezonie z drużyną z Lisewa wygrał ligę i awansował do „ligi okręgowej”. W 1999 narodził mu się pierwszy syn Mateusz, a po 3 latach córka o imieniu Klaudia.